# Seven & I Holdings Co.

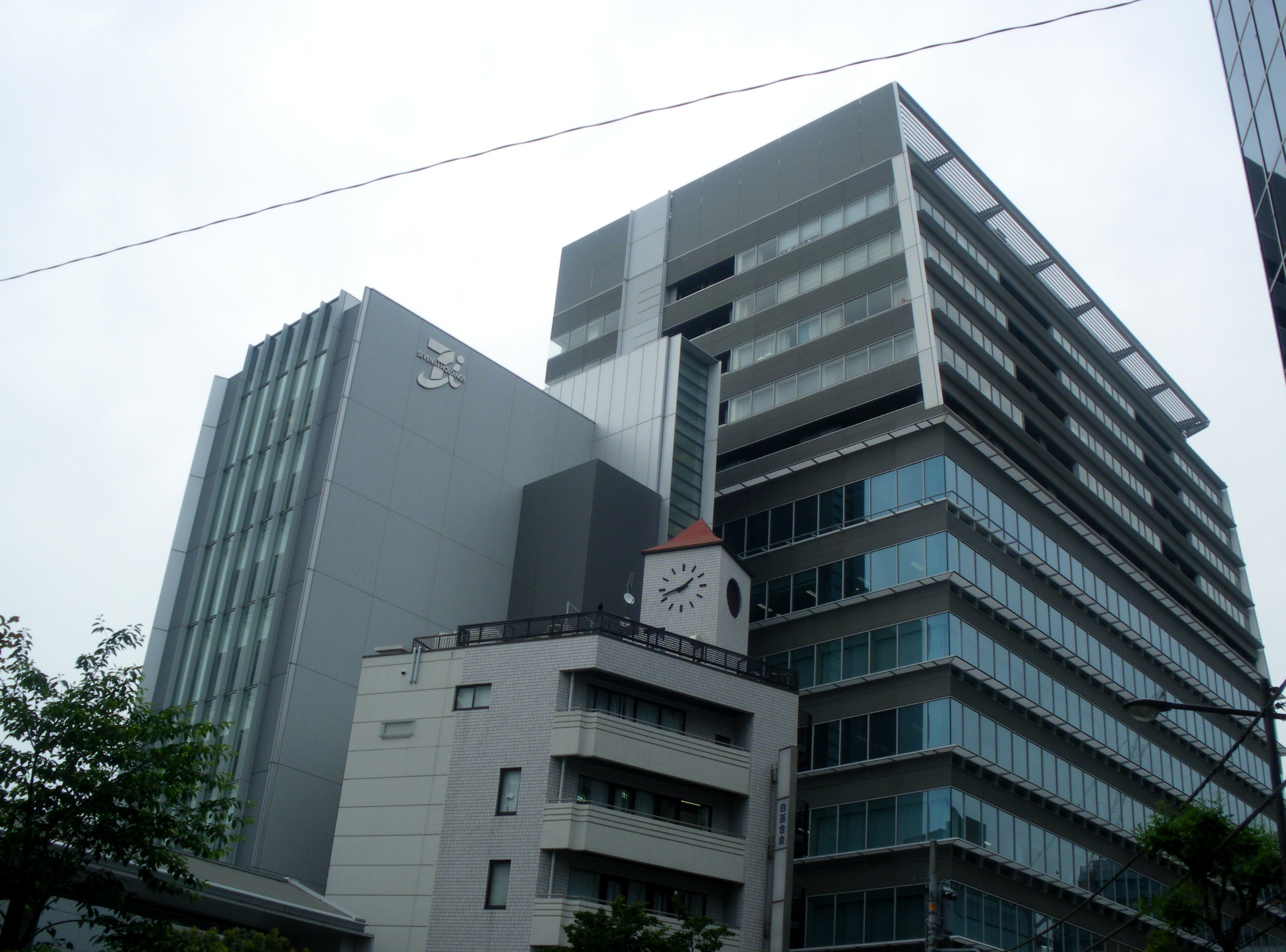
Headquarters

Seven & I Holdings Co., Ltd. (株式会社セブン&アイ・ホールディングス Kabushiki-gaisha Sebun ando Ai Hōrudingusu,  Seven-i (セブンアイ)) là một tập đoàn bán lẻ đa ngành của Nhật Bản có trụ sở ở Nibancho, Chiyoda, Tokyo, Nhật Bản. Seven & I được thành lập năm 1920 với tên gọi Ito-Yokado, và hiện giờ là nhà bán lẻ lớn thứ năm trên thế giới, với 54,000 cửa hàng ở khoảng 100 quốc gia.

## Chi nhánh
- 7-Eleven Japan (trụ sở ở Nhật Bản)
  - SEJ Finance và SEJ Service holding companies (trụ sở ở Delaware)
    - 7-Eleven (trụ sở ở Mỹ và Úc)
- Ito-Yokado
- Seven Bank
- Sogo & Seibu
- Seven & i Net Media [3]
  - Nissen Holdings (50.71%)[4][5]